# Optimizacija spletnih strani
Optimizacija spletnih strani je proces izboljševanja spletne strani z različnimi cilji. Glede na cilj optimizacije ločimo optimizacijo spletne strani za iskalnike (SEO) in optimizacijo spletne strani za uporabniško izkušnjo (UX). Optimizacija spletne strani za iskalnike imenovana tudi SEO (search engine optimization) vključuje "on site" in "off site" optimizacijo oz. optimizacijo na strani sami in optimizacijo izven nje. Osredotoča se na izboljševanje spletne strani v več kot 200 aspektih, ki jih iskalniki (predvsem Google) uporabljajo pri razvrščanju spletnih strani. Optimizacija spletne strani za uporabniško izkušnjo oz. optimizacija UX (user experience) predstavlja tudi del SEO optimizacije, a ne vedno. Pogosto se lahko izvaja neodvisno od optimizacije za iskalnike, z namenom dviga stopnje konverzije spletne strani povečini za plačan promet, kot sta oglaševanje na iskalnikih in oglaševanje na socialnih omrežjih.

## Optimizacija spletne strani za iskalnike (SEO)
Optimizacija spletnih strani (SEO) je postopek, ki se lahko delno uporablja v procesu izdelave spletnih strani, in kasneje. Cena optimizacije je odvisna od stopnje konkurence in aktivnosti le-te. Optimizacija za iskalnike je proces izboljšanja vidljivosti spletišča ali spletnih strani na spletnih iskalnikih prek naravnih oz. neplačanih (organskih ali algoritemskih) iskalnih rezultatov. Gre za dolgoročen proces, ki traja več mesecev in katerega rezultati so dolgoročni in je relativno drag. Podjetja za optimizacijo strani za iskalnike plačujejo od 200 € do 500 € na mesec in več. Proces je tehnično zahteven in časovno zamuden.

#### On site optimizacija
Optimizacija za iskalnike vključuje torej optimizacijo na strani in izven nje. V okviru optimizacije na strani (on site) se izvaja tehnična optimizacija, ki vključuje optimizacijo hitrosti in uporabnosti strani ter optimizacijo besedil in slik. Besedila se optimizira v smislu berljivosti in kakovosti. Optimizacija strani za iskalnike vključuje tudi redno objavljanje novih besedil in člankov.

#### Off site optimizacija
Optimizacija izven strani (off site) se po besedah John-a Muller-ja (Google Webmaster trend analyst), najbolj učinkovito izvaja kot "digitalni PR" oz. odnosi z javnostjo, ki poteka preko digitalnih kanalov. Za ta namen se vstavlja sponzorirane članke in vsebine na največjih avtoritativnih spletnih medijih, kot so rtvslo.si, 24ur.com, siol.net in drugi.

#### SEO pravila
Vsak spletni iskalnik ima svoja pravila razvrščanja zadetkov, ki se izpišejo, ko vpišemo želen iskalni pojem. Pravila so javno objavljena, npr. s strani Googla, nekatere prakse pa so predmet špekulacij in manipulacij ter iskanja pomanjkljivosti in napak v algoritmih. Uporabo takih postopkov imenujemo "black hat" optimizacija. Včasih se je namreč uporabljalo vrsto tehnik, ki so pripomogle k višjim uvrstitvam strani v iskalnikih, od prekomernega kopičenja ključnih besed, do ustvarjanja velikih količin zunanjih povezav in drugih tehnik. Nekateri postopki, ki niso v skladu z najboljšimi praksami in pravilniki se uporabljajo še danes in tudi kratkoročno gledano delujejo. Obstaja pa tveganje, da Google take postopke in stani, ki se jih poslužujejo sankcionira in jih posledično degradira ali celo de-indeksira.
Iskalniki stalno spreminjajo in nadgrajujejo algoritme in proces razvrščanja spletnih strani, zato je tudi optimizacija za iskalnike zelo dinamičen proces, v katerem lahko upoštevanje "starih" pravil vodi v neučinkovitost. Pravila se stalno spreminjajo in prav zato je optimizacija spletnih strani dinamičen proces, ki zahteva stalno prilagajanje vsebin in tehničnih vidikov spletnih strani. Cilj optimizacije spletnih strani je torej doseči čim višje uvrstitve za ciljne ključne besede. Ključne besede se določajo s pomočjo analiz ključnih besed in iskanj, za katere se uporabljajo SEO orodja. Najbolj priznana SEO orodja so Ahrefs, Moz, SemRush, Majestic in nekatera druga.

## Optimizacija uporabniške izkušnje (UX)
Optimizacije spletne strani za boljšo uporabniško izkušnjo je izboljševanje spletne strani za bolj nemoteno in boljšo uporabo spletne strani. Znano je, da predolg čas nalaganja strani, nejasna struktura, premajhni gumbi in podobne napake vodijo v zapustitev strani. Cilj skoraj vsake spletne strani je ohranitev uporabnike dokler ne pride do konverzije, ki je navadno oddaja povpraševanja, nakup izdelka, prijava (posredovanje podatkov), klic in podobno. Tehnična ne-izpopolnjenost pa vodi v nižje stopnje konverzij, kar pomeni večje stroške oglaševanja in večji CPA (Cost per acquisition) oz. ceno na pridobitev stranke.
Optimizacijo spletne strani za boljšo uporabniško izkušnjo se vedno izvaja na osnovi analize spletne strani. Pri tem se opazuje strani, na katerih uporabniki pogosteje zapuščajo spletno stran, strani, na kateri se zadržijo manj časa, zaporedja obiskanih strani in druge podatke.
Optimizacija spletne strani za uporabniško izkušnjo torej ni nujno povezana z optimizacijo spletne strani za iskalnike (SEO), saj mnoga podjetja oz. spletne strani svoj promet (obiskovalce) pridobivajo po drugih virih. Ti so lahko:
- socialna omrežja,
- plačano iskanje,
- oglaševanje v medijih,
- direktni in "branded" promet,
- e-poštni marketing,
- drugo.

## Oglaševanje na iskalnikih
Za doseganje visokih uvrstitev v iskalnikih se pogosto uporablja tudi plačano iskanje oz. oglaševanje na iskalnikih, med katerimi je glavna platforma Google Ads. Ta platforma omogoča zakup ključnih besed in "plačilo po kliku" oz PPC (pay per click). Oglaševalci lahko s pomočjo platforme zakupijo ključne besede in nanje prikazujejo oglase, ki jih napišejo ter ta ko pridobivajo obiskovalce (promet) na svoje spletne strani. Strošek nastane, ko pride do klika na oglas. Cene klikov se gibljejo med približno 0,20 € do 2,00 € na klik in več. Najvišje cene klikov na oglase pa lahko znašajo tudi 100 € in več. Optimizacija lahko vključuje iskanje po slikah, lokalno iskanje, iskanje po videih, iskanje po novicah in panožno specifično navpično iskanje. Na tak način spletna stran pušča svojo digitalno sled. Kot strategija spletnega oglaševanja SEO razišče, kako iskalniki delujejo, kaj ljudje iščejo, katere iskalne izraze uporabljajo in kateri iskalniki so najbolj popularni. Optimizacija spletne strani lahko pomeni prirejanje vsebine, HTML strukture in ustreznih meta oznak z namenom povečanja relevantnosti ključnih besed in lažjega indeksiranja iskalnikov. Še eden od načinov optimiziranja je povečanje števila povratnih povezav.

### "Black hat" optimizacija
Druga tehnika optimizacije, imenovana “black hat SEO” (to je izraz, ki se uporablja za neetične oziroma zavajajoče tehnike optimizacije strani. Te vključujejo neželeno pošto ali kršenje pravil, ki jih zahtevajo iskalniki) oz. “spamdexing”, uporablja metode, kot so “farme povezav” (Originalen izraz je "link farm", pri čemer gre za spletno stran ali skupino strani, ki umetno ustvarja zunanje povezave, koristne pri optimizaciji strani), “kopičenje ključnih besed” ali “article spinning”. Te metode zmanjšuje relevantnost iskalnih rezultatov in uporabniško izkušnjo z iskalniki. Iskalniki strani, ki uporabljajo to tehniko, izločijo iz rezultatov.

## Metode SEO

### Indeksiranje
Indeks je drugo ime za podatkovne baze uporabljene s strani iskalnikov. Indeks vsebuje informacije na vseh spletnih straneh, ki jih je moč najti na Google.com ali katerem drugem brskalniku. V primeru, da spletna stran ni v indeksu določenega iskalnika, je uporabnik ne mora najti. Vodilni spletni iskalniki, kot so Google, Bing, Yahoo! in drugi, uporabljajo spletne pajke, da odkrijejo spletne strani, primerne za izpis rezultatov. Spletni pajki so dejansko “uslužbenci” spletnih iskalnikov. Spletni pajki "plezajo" po spletnih straneh, shranjujejo vsebovane informacije ter povezave do drugih dokumentov in jih shranjujejo v bazo indeksiranih strani (dokumentov). Naloga spletnih pajkov je, da preko hiperpovezav (povezav med spletnimi dokumenti, linkov (html značka <a>) iščejo in indeksirajo nove ali spremenjene spletne strani oziroma njihove vsebine.
Strani, ki so povezane z že indeksiranimi stranmi drugih spletnih iskalnikov, so odkrite avtomatsko in ne rabijo biti posebej dodane. Nekateri spletni iskalniki, npr. Yahoo!, ponujajo plačljivo storitev, ki zagotavlja, da bo spletni pajek prebrskal spletno stran za določeno fiksno plačilo ali plačilo za klikanje. Take storitve zagotavljajo vključitev v podatkovno bazo, vendar pa ne zagotavljajo specifičnega položaja v prikazu iskalnih rezultatov. Dva velika imenika, Yahoo Directory in Open Directory Project, zahtevata ročno vnašanje spletne strani in preverjanje s strani urednikov. Imenik je spletna stran, ki je organizirana malo drugače, kot običajni spletni iskalniki. Vsebino urejajo človeški administratorji. Imeniki z veliko podatki so bolj splošni. Večina pa jih je manjših in so usmerjeni v določeno zvrst.
Google ponuja Google Search Console (nekdanji Webmaster Tools, zbirka orodij za spletne skrbnike), ki omogoča ustvarjanje XML Sitemap, s katerim spletnemu pajku omogočamo odkritje vseh spletnih strani in podstrani, še posebej strani, ki jih pajek ne more odkriti z avtomatičnim sledenjem povezavam.
Spletni pajki upoštevajo množico faktorjev, ko brskajo po spletnem mestu. Spletni iskalniki ne indeksirajo vsake spletne strani. Razdalja med korenom imenika in podstranmi lahko igra pomembno vlogo v brskanju spletnega pajka. Probleme pri brskanju spletnih pajkov povzročajo tudi spletne strani z različnimi grafičnimi vsebinami, flash datotekami in dinamičnimi vsebinami.

### Preprečevanje brskanja spletnim pajkom
Spletni skrbniki lahko spletnemu pajku preprečijo brskanje po nezaželenih vsebinah oz. datotekah in imenikih, preko robots.txt datoteke, ki se nahaja v izvornem imeniku spletne strani. Spletna stran je lahko izključena iz podatkovne baze spletnega iskalnika tudi preko posebne meta značke, ki jo zna prebrati spletni pajek. Meta značka za ključne besede omogoča definiranje pomembnih ključnih besed, relevantnih pri iskanju spletne strani. Vse meta značke naj bi bile nameščene med <head> ... in ... </head> značkami v HTML kodi na spletni strani. Treba je omeniti, da veliko iskalnikov te značke ne uporablja več (vendar tudi ni škodljivo, če na spletni strani so).
Ko pajek obišče spletno stran, najprej prebere datoteko robots.txt, ki mu naroči, katerih strani naj ne prebrska. Ker ima pajek to datoteko v pomnilniku shranjeno dalj časa, se lahko zgodi, da ne opazi nove različice datoteke in vseeno preišče strani, katerih lastnik spletnega mesta ni hotel imeti indeksiranih. Tipične strani, ki so po navadi prepovedane pajku, so različne strani s prijavnimi postopki (npr. spletna nakupovalna košarica) in uporabniku specifične vsebine, kot so interni rezultati iskanja. Marca 2007 je Google opozoril skrbnike spletišč, naj preprečujejo indeksiranje internih iskanj, saj to velja za nezaželeno smetje.

### Povečevanje pomembnosti/vidnosti strani
Številne metode lahko povečajo vidnost spletne strani v rezultatih iskalnika. Povezovanje podstrani spletnega mesta tako, da kažejo na pomemben del spletne strani, lahko izboljša njeno pomembnost oz. vidnost. Pisanje vsebin, ki vključujejo redno iskane ključne besede in fraze, povečuje promet na spletni strani. Pomembno je tudi redno posodabljanje vsebin, da se pajki vedno znova vračajo in povečujejo vidnost strani. Priročno je tudi dodajanje relevantnih ključnih besed v meta opise in naslovne značke spletne strani, kar posledično poveča promet na strani in jo povzdvigne na višje mesto v iskalnikovih rezultatih. Povečevanje pomembnosti strani je odvisno tudi od tega, ali je zadetek oz. stran všeč uporabnikom. Strani, ki niso priljubljene, padejo na nižje mesto pri iskanju. Navigacijsko iskanje nas napoti na "bele strani", kot je last-minute. Informacijsko iskanje je iskanje večinoma nekomercialnih informacij. To je t. i. "klikni in beri" iskanje. Obstajajo še druge vrste iskanj, kot sta transakcijsko iskanje in komericalno raziskovanje.

## "White hat SEO" proti "black hat SEO"
SEO tehnike se ločijo na dve kategoriji: tehnike, ki jih priporočajo spletni iskalniki, ter tehnike, ki jih spletni iskalniki ne odobravajo in jih poskušajo zmanjševati. To je t. i. "spamdexing". Nekateri strokovnjaki klasificirajo te tehnike oz. metode kot "white hat SEO" in "black hat SEO". Metoda "white hat" ima najboljše in dolgoročne rezultate, medtem ko tisti, ki uporabljajo metodo "black hat", pričakujejo, da bodo njihove spletne strani izobčene takoj ko spletni iskalniki ugotovijo, kaj delajo. Običajno traja precej dlje časa, da se rezultati etičnih tehnih optimizacije pokažejo, napram "black hat" metodam.
Če se SEO tehnika ali metoda prilagaja pravilom spletnega iskalnika in ne vsebuje nobenih prevar ali goljufij, se to imenuje "white hat SEO". Potrebno je zagotoviti, da so vsebine, ki jih indeksira spletni iskalnik, popolnoma enake vsebini, ki jo vidi uporabnik. Z "white hat" metodami se ustvarja vsebina za uporabnike in ne za spletne iskalnike. Namesto da se poskuša pretentati iskalnikov algoritem, so vsebine narejene tako, da so lahko dostopne spletnim pajkom. "White hat SEO" je le učinkovito trženje in zagotavljanje kvalitetnih vsebin uporabnikom.
"Black hat SEO" uporablja neetične in zavajajoče tehnike optimizacije strani. Ena izmed takih tehnik je skrivanje besedila kot del ozadja ali pozicioniranje besedila izven ekrana oz. vidnega območja. Možen je tudi prikaz drugačne spletne strani glede na to, ali jo zahteva uporabnik ali spletni iskalnik. Ta metoda se imenuje "cloaking". Ko iskalnik odkrije take spletne strani, jim močno zmanjša mesto uvrstitve med rezultati ali pa jih izbriše iz podatkovne baze. Za to skrbi iskalnikov algoritem ali iskalnikovi uredniki. Primer je odstranitev spletnih strani BMW Germany in Ricoh Germany leta 2006 zaradi uporabe zavajajočih tehnik spletne optimizacije. Po opravičilu obeh podjetij ju je Google vrnil v svoje podatkovne baze.

## UX kot del SEO
UX (user experience) ali uporabniška izkušnja je že od 2018 dalje pomemben dejavnik za visoko uvrstitev spletnega mesta na strani zadetkov. Pri podjetju Google se trudijo ponuditi najbolj relevantne vsebine njihovim uporabnikov. Ker pa se je v preteklosti veliko (in se še) izkoriščalo luknje njihovega algoritma so ubrali drugo tehniko za določanje kakovosti strani. Pričeli so bližje slediti uporabnikom in njihovim vedenjskim vzorcem. Tako preko uporabniških signalov kot so CTR (Ang. Click Through Rate), bounce rate, pogo sticking, dwell time ipd. določajo kakovost same strani. Posledično so uporabniki tisti, ki povedo Googlu kako dobra in kvalitetna je bila vsebina na specifični strani. In ali je "odgovorila" na vsa vprašanja, ki so jih imeli in ki so se jim še dodatno postavili.

## SEO kot tržna strategija
Optimizacija ni nujno ustrezna strategija za vsako spletišče, saj so lahko glede na cilje skrbnika spletišča alternativne spletne tržne strategije bolj učinkovite. Med te strategije spada tudi plačljivo iskalno oglaševanje, ki ima svojo obliko SEO optimizacije s kratico ATO (optimizacija besedila oglasov, ang. "Ad Text Optimization"). Uspešna spletna trženjska kampanja lahko z optimizacijo privabi promet, ustvarjen preko organskega iskanja, na oglaševano spletno stran, lahko pa tudi vključuje uporabo plačljivega oglaševanja na iskalnikih in ostalih straneh, gradnjo visoko kakovostnih spletnih strani z namenom privabljanja obiskovalcev, odpravo tehničnih pomanjkljivosti, ki preprečujejo “pajkom” indeksiranje strani, uporabo analitičnih programov, ki lastnikom strani pomagajo meriti obiskanost, in izboljšavo doseganja zastavljenih ciljev.
SEO lahko povrne naložbo. Vendar pa iskalniki z organskimi iskalnimi zadetki ne služijo, njihovi algoritmi se spreminjajo in ne zagotavljajo neprestanih napotitev na stran (Nekatere nakupovalne strani, kot je eBay, so izjeme in mesece vnaprej naznanijo spremembo algoritma). Zaradi negotovosti iskalnikov lahko podjetje, ki je v veliki meri odvisno od prometa prek iskalnih zadetkov, doživi velike izgube, če iskalniki prenehajo pošiljati obiskovalce. Za lastnike spletišč je torej pametno, če svoj poslovni model oblikujejo čim bolj neodvisno od prometa prek iskalnih zadetkov. Kot razlaga zapis na priznanem SEO blogu Seomoz.org: "Ironično je, da spletni oglaševalci zelo majhen del prometa proizvedejo prek iskalnikov." Njihov glavni vir prometa so namreč povezave z drugih spletišč.
SEO tržno strategijo (za iskalnik Google), največkrat sestavlja:
- analiza ključnih besed in trgov na katerih namerava spletna stran ali spletna trgovina, s SEO tehnikami, nastopati
- SEO pregled obstoječih spletnih strani (t.i. onsite SEO audit) z namenom poiskanja t.i. hitrih SEO rezerv in možnosti za izboljšavo obstoječih spletnih vsebin na spletnih straneh
- predlogi za izvajanje offsite SEO optimizacije

V zadnjem času se največ trženjskih SEO strategij za marketing in promocijo spletnih strani v iskalniku Google, osredotoča predvsem na uporabniško izkušnjo in čim bolj kakovostno zadovoljevanje namena uporabnikov iskalnika Google, saj imajo iskalniki ambicijo na vrhu svojih spletnih strani, prikazovati tiste spletne strani, ki prinašajo najboljšo uporabniško izkušnjo in maksimalno zadovoljujejo namen uporabnikov iskalnikov (t.i. search intent).
Med pomembnejše elemente učinkovitih SEO tržnih strategij sodi tudi:
- načrtovanje aktivnosti, ki prispevajo k hitrejšemu nalaganju spletnih strani
- izvedbo aktivnosti, da so spletne strani, prikazane v iskalnikih, prijazne mobilnim napravam
- aktivnosti, ki prispevajo k temu, da so spletne vsebine, objavljene na spletnih straneh, ustrezno strukturirane (t.i. strukturirani podatki).

## SEO v dobi umetne inteligence (AI)
Poleg optimizacije za klasične iskalnike je s pojavom klepetalnih robotov postala vse bolj pomembna SEO optimizacija zanje. Med tehnike, kako povečati vidnost spletne strani na njih, spadajo: dobro strukturiranje metapodatkov za lažjo berljivost robotom, prijateljski in pogovorni ton teksta v vsebinah, dobra uporabniška izkušnja spletne strani (hitrost in berljivost) in redno posodabljanje vsebin na spletni strani.

## Mednarodni trgi
Optimizacijske tehnike so zelo prilagojene prevladujočim iskalnikom na ciljnem trgu. Iskalnikovi tržni deleži se razlikujejo od trga do trga, prav tako konkurenca. Danny Sullivan je leta 2003 izjavil, da Google predstavlja 75% vseh iskanj. V trgih izven Združenih držav Amerike je Googlov delež pogosto še večji, Google pa ostaja prevladujoč iskalnik po vsem svetu. Leta 2006 je imel Google 85-90% tržni delež v Nemčiji. Medtem ko je bilo v tem obdobju na stotine SEO podjetij v Združenih državah Amerike, jih je bilo v Nemčiji le okoli pet. Junija 2008 pa je bil tržni delež Googla v Veliki Britaniji po podatkih Hitwisa blizu 90%. Enak tržni delež je bil dosežen v številnih državah.
Od leta 2009 dalje je le še nekaj velikih trgov, kjer Google ni vodeči iskalnik. V večini primerov, kjer Google ni vodilen na trgu, zaostaja za lokalnim konkurentom. Takšni najbolj opazni trgi so Kitajska, Japonska, Južna Koreja, Rusija in Češka, kjer so vodilni Baidu, Yahoo! Japan, Naver, Yandex in Seznam.cz.
Uspešna iskalna optimizacija za mednarodne trge lahko zahteva strokoven prevod spletnih strani, registracijo imena domene z vrhnjo domeno na ciljnem trgu, spletno gostovanje, ki zagotavlja lokalni IP naslov. Temeljni elementi iskalne optimizacije so sicer enaki ne glede na jezik.

## Pravni postopki
17. oktobra 2002 je podjetje SearchKing na ameriško okrožno sodišče v Oklahomi vložilo tožbo zoper spletni brskalnik Google. Pri podjetju SearchKing so trdili, da je Googlova taktika preprečevanja indeksiranja nezaželene pošte povzročila resno poseganje v pogodbene dogovore. 27. maja 2003 je okrožno sodišče odobrilo Googlov predlog za zavrnitev pritožbe, saj podjetje SearchKing “ni navedlo zahtevka, na podlagi katerega se lahko odobri opustitev delovanja”.
Marca 2006 je podjetje KinderStart vložilo tožbo zoper Google zaradi razvrščanja zadetkov iskanja. Pred tožbo je bila Kinderstartova spletna stran umaknjena iz Googlovih zadetkov iskanja, število obiskov strani je padlo za 70 odstotkov. 16. marca 2007 je ameriško okrožno sodišče Severne Kalifornije (oddelek San Jose) zavrglo KinderStartovo tožbo, brez možnosti pritožbe. Hkrati je sodišče, na podlagi Pravila 11, delno sprejelo Googlov predlog za kaznovanje odvetnika podjetja KinderStart, s čimer so zahtevali plačilo Googlovih sodnih stroškov.